# Faso7
Faso7 est un média en ligne d'informations générales burkinabè qui diffuse l'actualité du Burkina Faso en continu 24h sur 24 et 7 jours sur 7.

## Historique

### Création
Faso7 a été officiellement lancé le 6 janvier 2020 à Ouagadougou, au Burkina Faso. Il a été fondé par de jeunes journalistes qui ont travaillé pour plusieurs médias burkinabè tels que Burkina24, les Editions Le Pays et Radio Oméga.

### Ligne éditoriale
Le média traite l'information sur le Burkina Faso et surtout la thématique sécuritaire du pays confronté à une crise sécuritaire depuis 2016. Le média accorde aussi une lucarne à l'entrepreneuriat de la jeunesse burkinabè.
Le média, qui se présente comme indépendant de toute chapelle politique, économique et religieuse, milite pour le droit d'informer et le droit d'être informé. Ainsi, lorsque le gouvernement burkinabè a censuré l'Internet en 2022, Faso7, qui diffuse essentiellement en ligne, a  couvert en direct les manifestations organisées contre le pouvoir à Ouagadougou.

## Prix et distinctions
En 2023, des journalistes du média ont été primés pour leur production. Il s'agit de Alice Thiombiano , qui a reçu le prix du meilleur portrait aux Awards de la presse burkinabè, les Galian. La journaliste a fait le portrait d'un gendarme burkinabè qui a perdu la vie lors d'une attaque terroriste. La même journaliste a également remporté le prix de la meilleure journaliste de l'année 2023 du Prix Marie Soleil Frère dans la catégorie presse en ligne.
Amadou Zèba, journaliste et rédacteur en chef du média Faso7, a également été primé meilleur reportage Pax Sahel catégorie presse écrite et en ligne pour un reportage sur la situation des enfants déplacés internes dans le nord du Burkina Faso. Et ce après avoir été primé Super Prix Mariam Lamizana.